# لیگ قهرمانان زنان اروپا
لیگ قهرمانان زنان اروپا یک لیگ فرامرزی در فوتبال زنان و رقابت باشگاه‌های اروپا در میان کشورهای عضو یوفا است. این لیگ برای نخستین‌بار در فصل ۰۲–۲۰۰۱ و با نام جام یوفای زنان انجام شد. در دوره‌های پس از آن و از فصل ۱۰–۲۰۰۹ نام آن به لیگ قهرمانان اروپای زنان تغییر یافت. مهم‌ترین دگرگونی‌های انجام شده در نسخهٔ جدید این رقابت‌ها تک‌بازی شدن فینال و انجام آن در همان شهری که فینال رقابت‌های مردان نیز انجام می‌شد بود. بر خلاف بازی‌های رفت و برگشتی که در دوره‌های گذشته انجام می‌گرفت. المپیک لیون با داشتن هشت قهرمانی و اف. اف. سی فرانکفورت با قهرمانی در چهار دوره موفق‌ترین تیم‌های تاریخ این لیگ به شمار می‌آیند.

## فهرست قهرمانان

### قهرمانان
| باشگاه          | قهرمان | نایب قهرمان | سالهای قهرمانی                                 | سالهای نایب قهرمانی    |
| --------------- | ------ | ----------- | ---------------------------------------------- | ---------------------- |
| لیون            | ۸      | ۲           | ۲۰۱۱، ۲۰۱۲، ۲۰۱۶، ۲۰۱۷، ۲۰۱۸، ۲۰۱۹، ۲۰۲۰، ۲۰۲۲ | ۲۰۱۰، ۲۰۱۳، ۲۰۲۴       |
| فرانکفورت       | ۴      | ۲           | ۲۰۰۲، ۲۰۰۶، ۲۰۰۸، ۲۰۱۵                         | ۲۰۰۴، ۲۰۱۲             |
| بارسلونا        | ۳      | ۳           | ۲۰۲۱، ۲۰۲۳، ۲۰۲۴                               | ۲۰۱۹، ۲۰۲۲             |
| وولفسبورگ       | ۲      | ۳           | ۲۰۱۳، ۲۰۱۴                                     | ۲۰۱۶، ۲۰۱۸، ۲۰۲۰، ۲۰۲۳ |
| اومئا           | ۲      | ۳           | ۲۰۰۳، ۲۰۰۴                                     | ۲۰۰۲، ۲۰۰۷، ۲۰۰۸       |
| توربین پوتسدام  | ۲      | ۲           | ۲۰۰۵، ۲۰۱۰                                     | ۲۰۰۶، ۲۰۱۱             |
| آرسنال          | ۲      | ۰           | ۲۰۰۷،۲۰۲۵                                      |                        |
| دویسبورگ        | ۱      | ۰           | ۲۰۰۹                                           |                        |
| پاری سن ژرمن    | ۰      | ۲           |                                                | ۲۰۱۵، ۲۰۱۷             |
| فورتونا یورینگ  | ۰      | ۱           |                                                | ۲۰۰۳                   |
| دیوری گردن/الفو | ۰      | ۱           |                                                | ۲۰۰۵                   |
| زوزدا پرم       | ۰      | ۱           |                                                | ۲۰۰۹                   |
| تیرسو           | ۰      | ۱           |                                                | ۲۰۱۴                   |
| منچستر سیتی     | ۰      | ۱           |                                                | ۲۰۲۱                   |

### برترین گلزنان تمامی دوران
تا تاریخ ۲۵ سپتامبر ۲۰۱۹ بازیکنان فعال با حروف ضخیم نمایش داده شده‌اند.
| رتبه | گلزن برتر     | تعداد گل ها | باشگاه                                                                |
| ---- | ------------- | ----------- | --------------------------------------------------------------------- |
| ۱    | آنیا میتاگ    | ۵۱          | توربین پوتسدام، اف سی روزنگرد، پاری سن ژرمن، وولفسبورگ، اف سی روزنگرد |
| ۲    | آدا هگربرگ    | ۴۹          | استابک، توربین پوتسدام، المپیک لیون                                   |
| ۳    | کنی پولرز     | ۴۸          | توربین پوتسدام، اف اف سی فرانکفورت، وولفسبورگ                         |
| ۴    | مارتا         | ۴۶          | اومئا آی‌کی، تیرسو اف اف، اف سی روزنگرد                                |
| ۵    | کامی ابیلی    | ۴۳          | مون‌پلیه، المپیک لیون                                                  |
| ۶    | لوتا شلین     | ۴۲          | المپیک لیون، اف سی روزنگرد                                            |
| ۷    | اوژنی لو سومر | ۴۲          | المپیک لیون                                                           |
| ۸    | نینا برگر     | ۴۰          | اس‌وی نولنگباخ                                                         |
| ۹    | هانا لیونبرگ  | ۳۹          | اومئا آی‌کی                                                            |
| ۱۰   | اینکا گرینگز  | ۳۸          | اف‌سی‌آر ۲۰۰۱ دویسبورگ، اف‌سی زوریخ                                      |

## قهرمانان بر پایه کشور
- آلمان: ۹ قهرمانی و ۷ نایب قهرمانی
- فرانسه: ۸ قهرمانی و ۴ نایب قهرمانی
- سوئد: ۲ قهرمانی و ۵ نایب قهرمانی
- اسپانیا: ۳ قهرمانی و ۲ نایب قهرمانی
- انگلیس: ۱ قهرمانی
- دانمارک: ۱ نایب قهرمانی
- روسیه: ۱ نایب قهرمانی

## نگارخانه

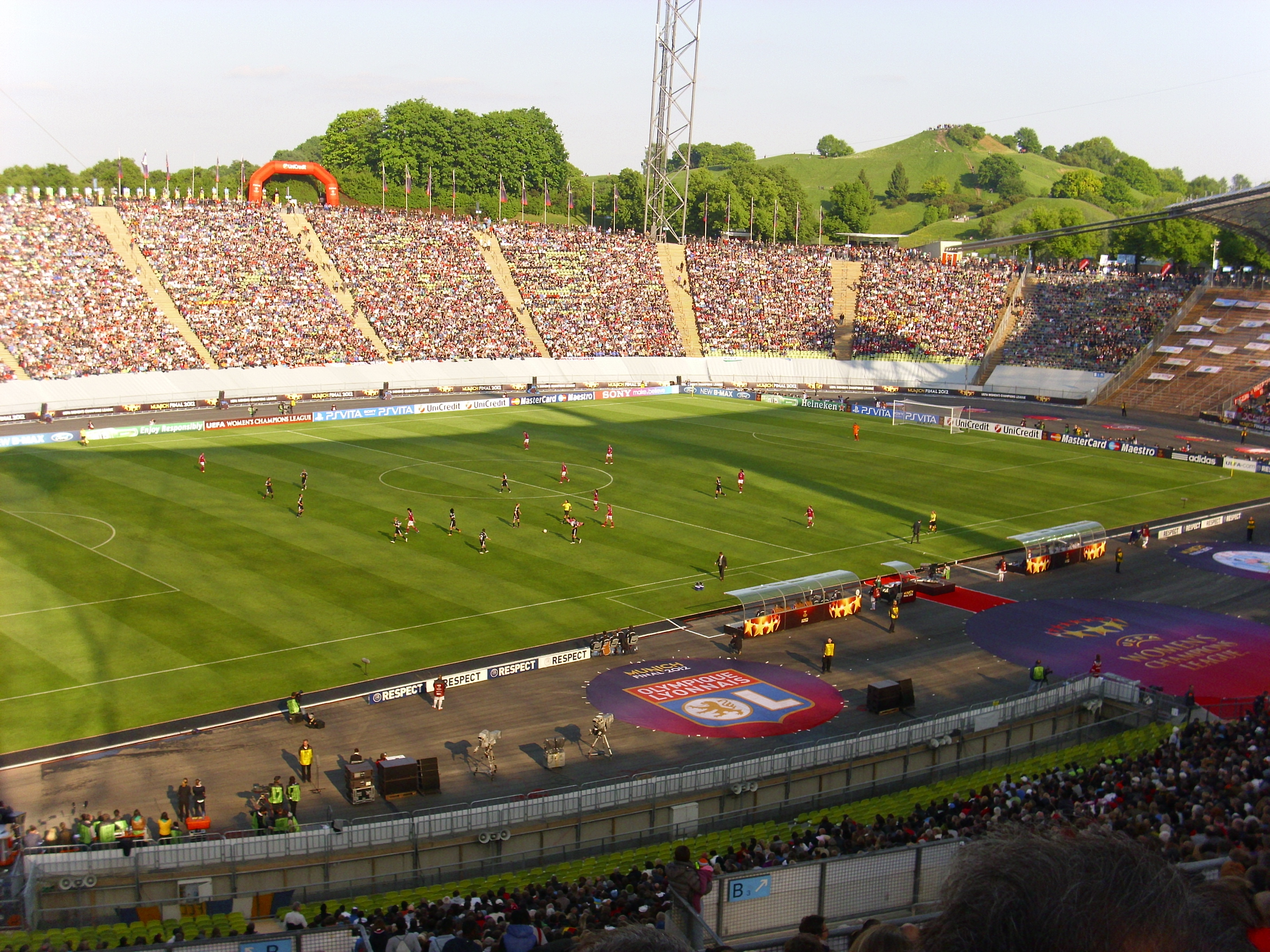
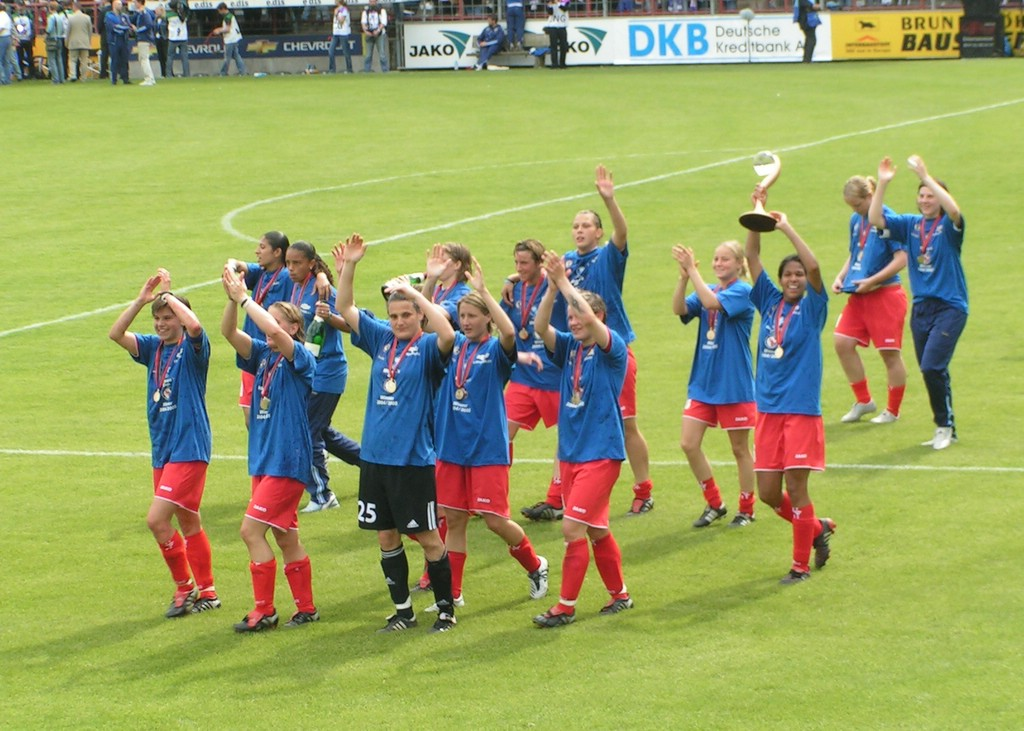
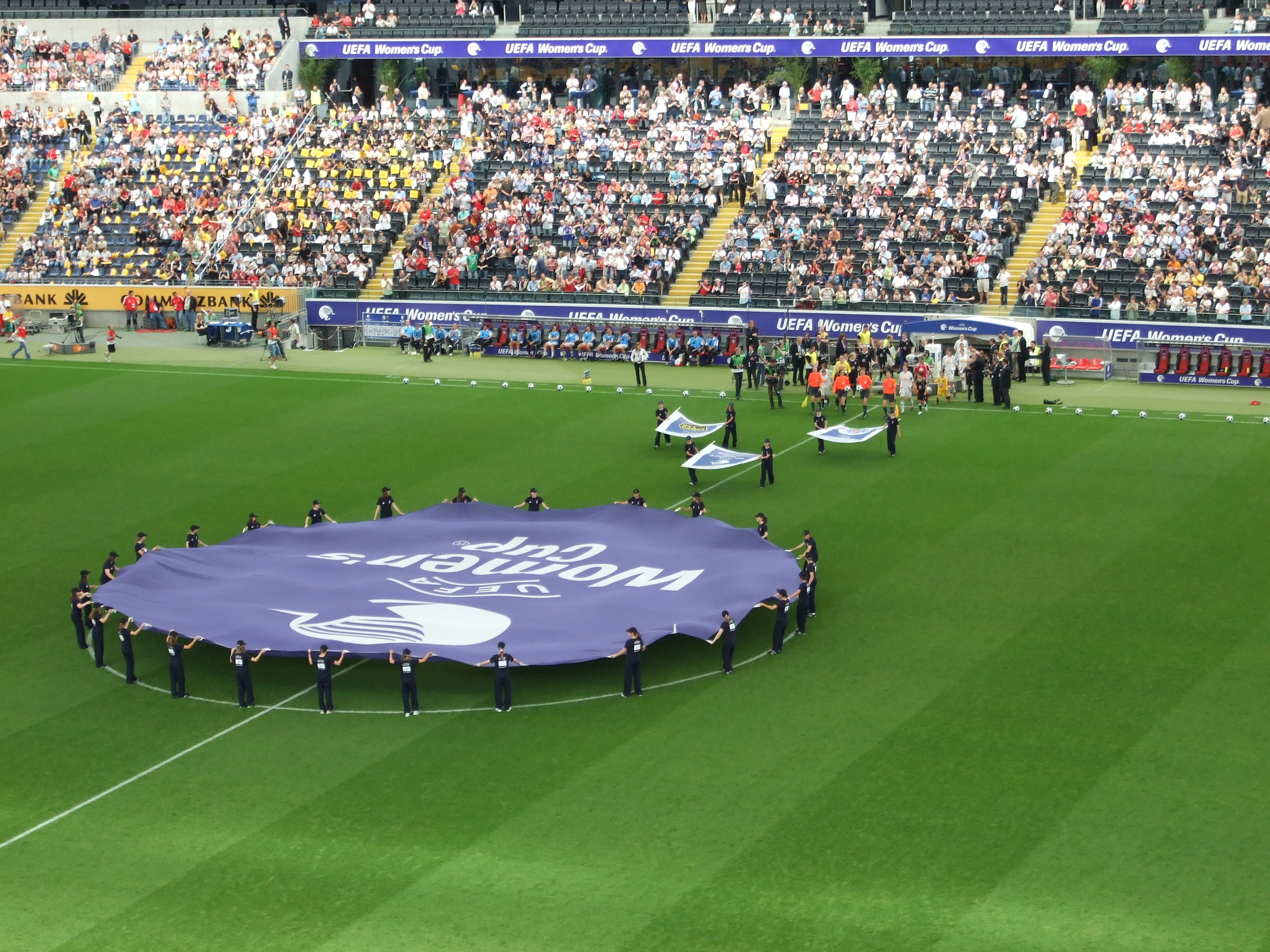
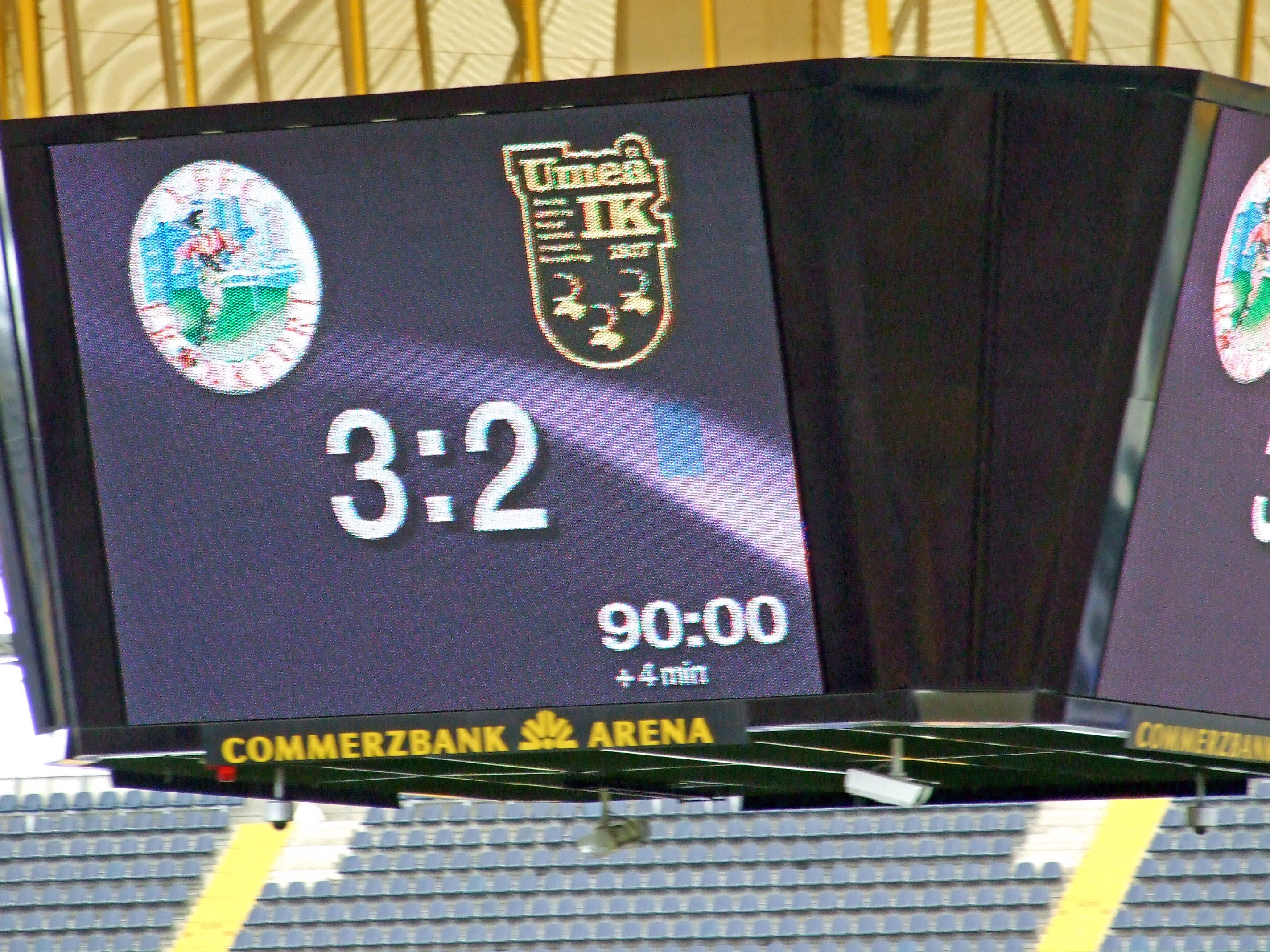
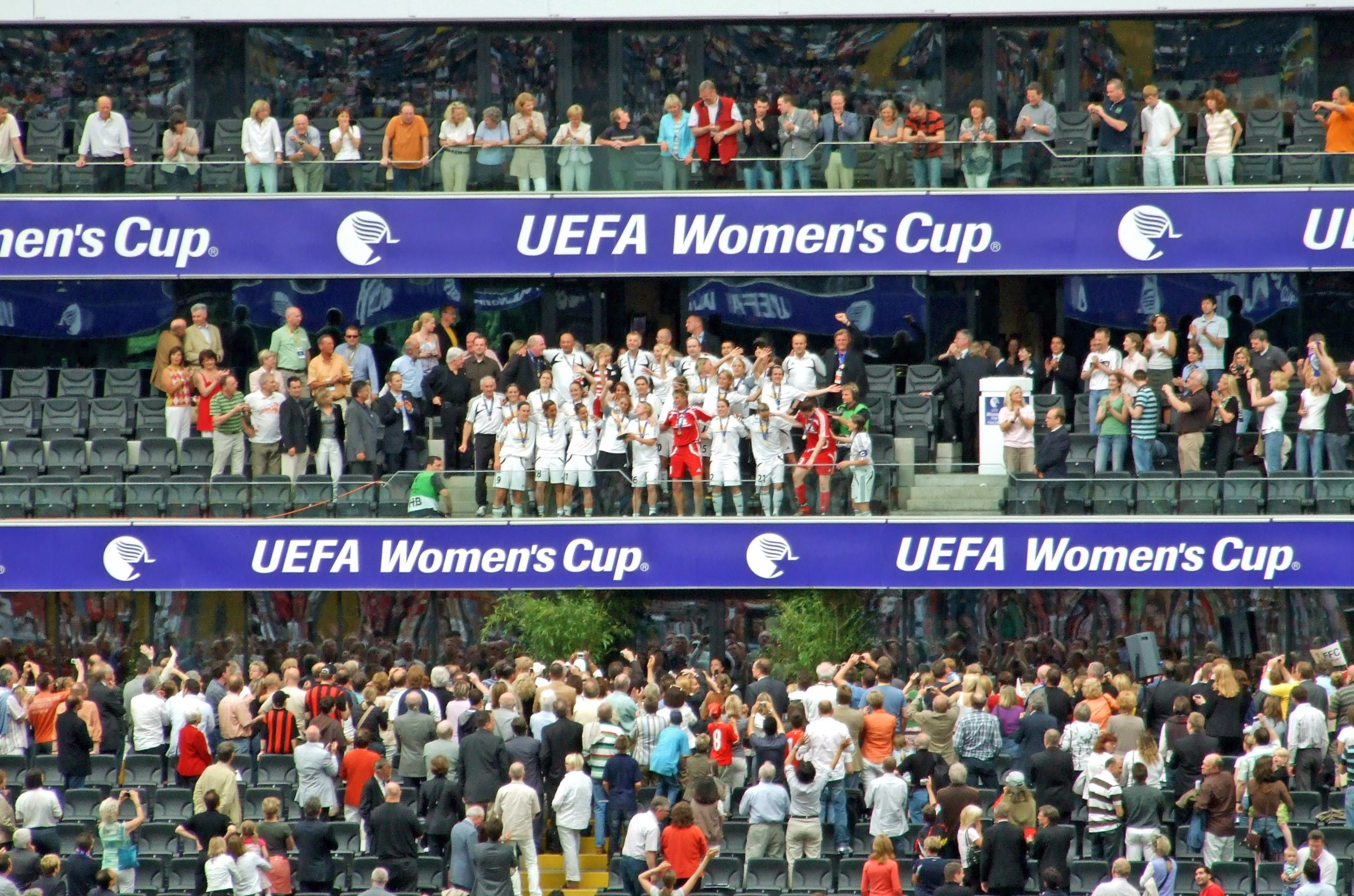